# Davallia denticulata
Davallia denticulata là một loài dương xỉ trong họ Davalliaceae. Loài này được Burm. f. Mett. ex Kuhn mô tả khoa học đầu tiên năm 1868.